# Młodocin Mniejszy
Młodocin Mniejszy – wieś w Polsce położona w województwie mazowieckim, w powiecie radomskim, w gminie Kowala. Ma status sołectwa. Leży przy drodze ekspresowej nr E77  i drodze wojewódzkiej nr .
| SIMC    | Nazwa | Rodzaj     |
| ------- | ----- | ---------- |
| 0627176 | Kąty  | przysiółek |

Dojazd do Młodocina Mniejszego zapewnia linia nr 5 MZDiK Radom oraz prywatni przewoźnicy.
W latach 1975–1998 miejscowość administracyjnie należała do województwa radomskiego.
Wierni Kościoła rzymskokatolickiego należą do parafii św. Zofii w Młodocinie.